# نظام الإثبات (السعودية)
نظام الإثبات في السعودية هو نظام حقوقي أقره مجلس الوزراء في 28 ديسمبر 2021، وهو أحد أربعة مشاريع أعلن عنها ولي العهد الأمير محمد بن سلمان في 8 فبراير 2021، لتطوير الأنظمة التشريعية المتخصصة ضمن مجموعة من الإصلاحات العدلية والقضائية في المملكة العربية السعودية. وتشمل هذه الأنظمة أيضا: مشروع نظام الأحوال الشخصية، ومشروع نظام المعاملات المدنية، ومشروع النظام الجزائي للعقوبات التعزيرية.

## الأهداف
يهدف نظام الإثبات إلى استقرار الأحكام القضائية، والإسراع في فصل المنازعات؛ ليتفرغ القاضي لتحرير الوقائع وتوصيفها وإثباتها، ثم تطبيق النص النظامي المتعين تطبيقه على الواقعة، إضافة إلى تحقيق العدالة الوقائية، من خلال حث الأطراف على توثيق تصرفاتهم التعاقدية بما يحفظ الحقوق ويسهم في المحافظة على المراكز القانونية، كما يحد نظام الإثبات من تفاوت الأحكام القضائية واختلاف اجتهادات المحاكم.

## بنود النظام
اشتمل نظام الإثبات على 11 باباً و131 مادة لمعالجة ومراجعة الأنظمة القائمة وتطوير ما يحتاجه منها، وتسري أحكام النظام على المعاملات التجارية والمدنية، ويعتبر كل إجراء من الإثبات تم قبل نفاذ النظام صحيحاً.
وبيّن مشروع النظام أن القاعدة تنص على أن على المدعي إثبات حقه وللمدعى عليه نفيه، وأن تكون الوقائع المراد إثباتها متعلقة بالدعوى ومنتجة فيها وجائز قبولها، ولا يجوز للقاضي أن يحكم بعلمه الشخصي، وأن البينة على من ادعى واليمين على من أنكر.
وسمح النظام لأي من الخصوم باستجواب خصمه مباشرة أمام المحكمة، وللمحكمة أن تأمر بحضور الخصم لاستجوابه، وأوضح أن المحرر الرسمي حجة على الكافة بما دوّن فيه، كما أن صورة المحرر تعد حجة بالقدر الذي تكون فيه مطابقة للأصل، وكشف عن أن دفاتر التجار لا تكون حجة على غير التجار.
ويشمل النظام الدليل الرقمي: السجل الرقمي، المحرر الرقمي، التوقيع الرقمي، المراسلات الرقمية بما فيها البريد الإلكتروني، وسائل الاتصال، الوسائط الرقمية، إضافة إلى أي دليل رقمي آخر، ويكون للإثبات بالدليل الرقمي حكم الإثبات بالكتابة الواردة في النظام.
كما عالج النظام آلية الشهادة والاستجواب وشهادة الأخرس واستخلاف المحاكم في أداء الشهادة لمن يقيم خارج نطاق المحكمة.
وفسّر النظام القرائن أمام المحكمة ومنح المحاكم الاستعانة بالوسائل العلمية في استنباط القرائن، كما أجاز الإثبات بالعرف أو العادة بين الخصوم ما لم يخالف النظام. وعالج طرق أداء اليمين، واليمين الحاسمة، واليمين المتممة. وأفرد بابًا للخبرة واختيار الخبير الفني لحسم النزاع في الموضوع.